# Ama Dablam

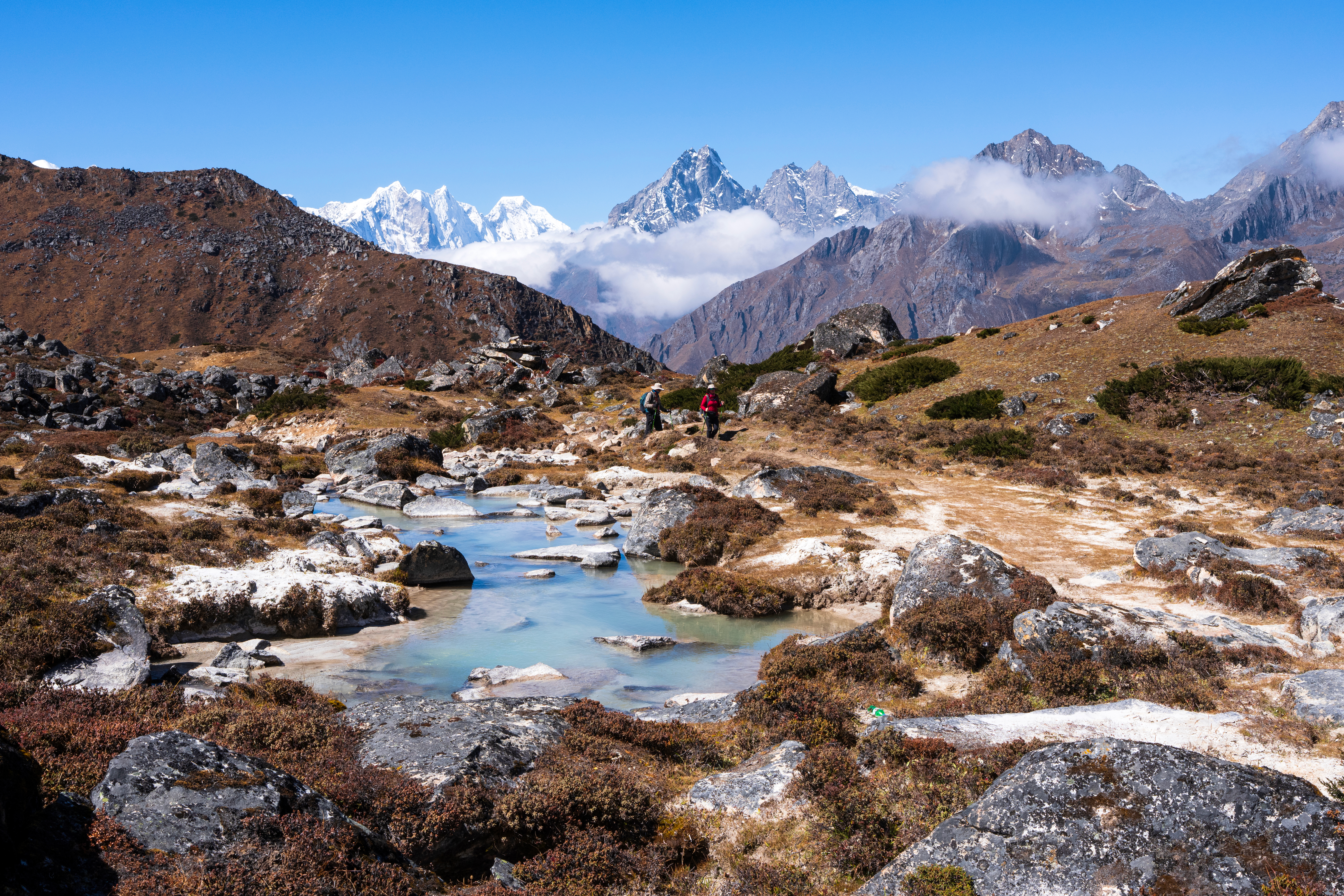
Basislager im Sagarmatha-Nationalpark

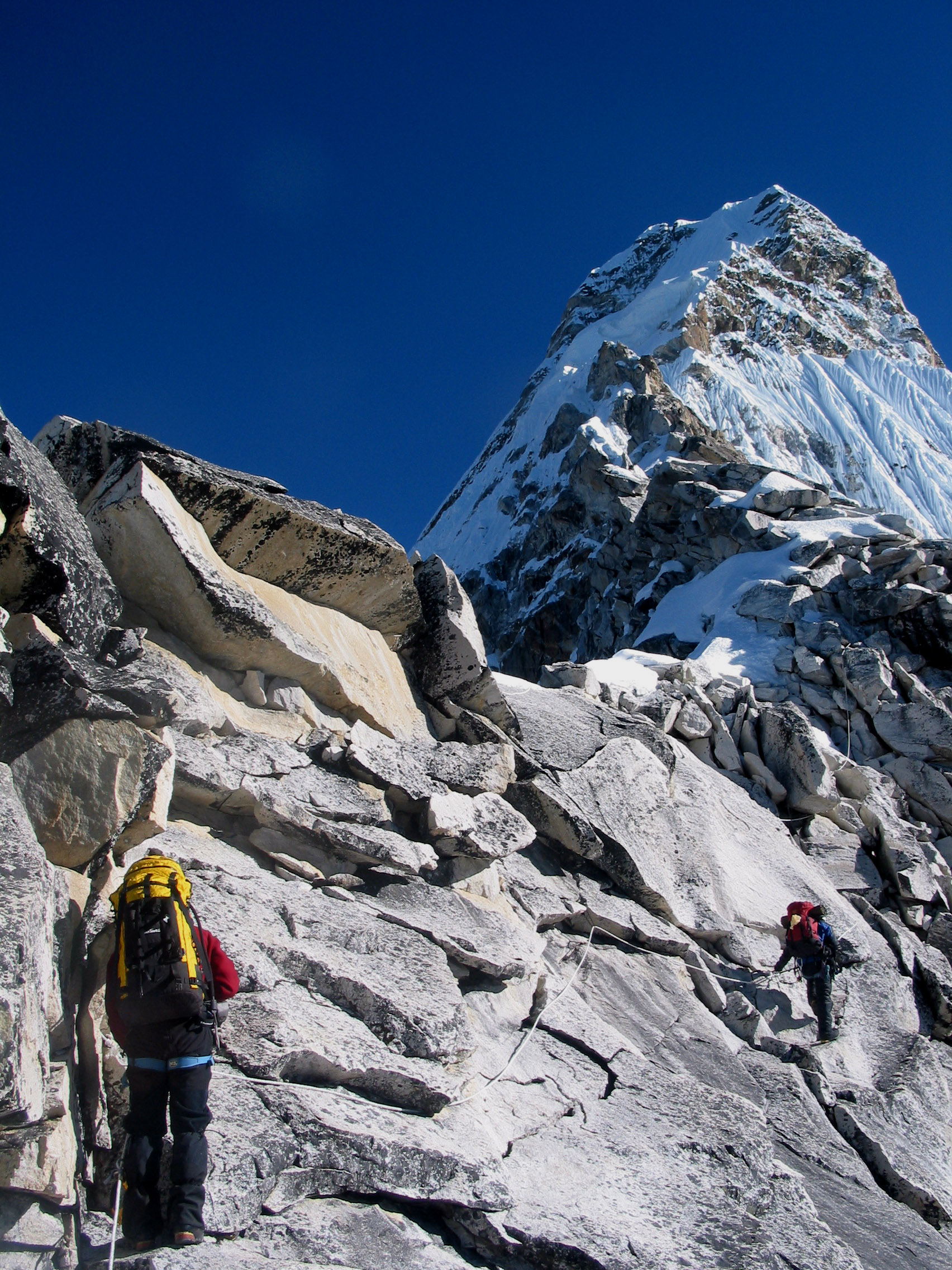
Aufstieg am Südwestgrat

Die Ama Dablam ist ein 6814 m hoher Berg im Mahalangur Himal in der Khumbu-Region des Himalaya.
Der Berg wird auch als „Matterhorn Nepals“ bezeichnet. Er besteht neben dem Hauptgipfel aus einem kleineren Nebengipfel, der 5563 m hoch ist, sowie aus 5 Hauptgraten (Südwest-Grat [Normal-Weg], Nordwest-Grat [Tsuro-Grat], Nord-Grat, Ost-Grat, Süd-Grat [Lagunak-Grat]) und 5 Hauptwänden (West-Wand [Mingbo-Wand], Nordwest-Wand [Duwo-Wand], Nordost-Wand, Südost-Wand, Süd-Wand).
Die Besteigung erfordert eine Erlaubnis (Permit) der nepalesischen Regierung, die Anwesenheit eines Verbindungsoffiziers und ist technisch schwierig.

## Besteigungsgeschichte
Zu Besteigungen der Ama Dablam vor 1949 liegen keine Quellen vor. Die Ama Dablam rückte erst nachdem Nepal 1949 seine Grenzen für Ausländer geöffnet hatte in den Blickpunkt von Westlern.
Einen ersten Besteigungsversuch wagte 1955 angeblich Fred Beckey. 1958 erreichten John Cunningham und Giuseppe Pirovano im Rahmen der Gregory-Expedition eine Höhe von ca. 6100 Metern am Südwestgrat. Sie mussten dort aufgeben. Ein Jahr später kehrten die Briten Michael Harris und George Fraser als Teilnehmer der British Sola Khumbu Expedition von einem Besteigungsversuch am Nordgrat nicht zurück. Zuletzt wurden sie in einer Höhe von ca. 6500 Metern gesehen und gelten seither als verschollen.
1961 weilte Edmund Hillary mit einer Expedition im Khumbu, um Untersuchungen zur Höhenkrankheit und Akklimatisation durchzuführen. Eine Besteigungsgenehmigung für die Ama Dablam lag nicht vor, gleichwohl unternahm während Hillarys Abwesenheit eine Gruppe seiner Expedition einen illegalen Besteigungsanlauf. Am 13. März 1961 erreichten der Neuseeländer Mike Gill, der US-Amerikaner Barry Bishop und der britische Arzt Michael Ward den Gipfel. Sie bestiegen den Berg über die Normalroute, die über den Südwestgrat verläuft. Die nepalesische Regierung reagierte und ordnete den sofortigen Abbruch der Expedition an. Nach zweiwöchigen Verhandlungen und Zahlung einer Geldstrafe konnte Hillary die Expedition fortsetzen.
Erst 1979 erfolgte die zweite Besteigung der Ama Dablam, nachdem jahrelang keine Besteigungsgenehmigungen mehr erteilt worden waren. Im Mai 1979 durchstieg Jeff Lowe die stark zerfurchte Südwand im Alleingang. Im Herbst des Jahres gelang einer französischen Expedition unter Raymond Renaud der Aufstieg über den als sehr schwierig geltenden Nordgrat.
Gleichzeitig versuchte unter Führung von Edmund Hillarys Sohn, Peter Hillary, ein neuseeländisches Team die Durchsteigung der extrem anspruchsvollen und über 2000 Meter hohen Mingbo-Westwand. Der Neuseeländer Ken Hyslop wurde dabei tödlich von einem großen herabfallenden Stück eines Hängegletschers getroffen, die anderen drei Bergsteiger wurden verletzt. Eine im Basislager weilende Seilschaft mit Reinhold Messner, Wolfgang Nairz und Oswald Oelz organisierte die Rettung der Verletzten. Messner und Oelz bargen die Bergsteiger, die per Hubschrauber ausgeflogen werden konnten.
1980 scheiterte ein weiterer Versuch der Durchsteigung der Westwand. Dafür gelang dem Neuseeländer Rob Hall die zweite Besteigung über den Nordgrat. Mit 19 Jahren war Hall damals der jüngste Gipfelbesteiger der Ama Dablam.
Der Ostgrat wurde erstmals 1983 durch Alain Hubert und André Georges bei der von Nadine Hubert geleiteten belgisch-schweizerischen Expedition bezwungen.
1985 bestieg eine gemischte Gruppe aus den USA und Spanien erstmals den Südostgrat („Lagunak-Grat“). Einen Monat später gelang die spektakuläre Durchsteigung der Ostwand im Alpinstil durch die Amerikaner Carlos Buhler und Michael Kennedy.
Der Nordwestgrat wurde als noch letzter unbestiegener Grat 2001 von Jules Cartwright und Rich Ross bezwungen.
Im April 2002 wurde eine Besteigung durch Hans Kammerlander und Kameramann Hartmann Seeber live im ARD-Fernsehen übertragen.
Im November 2006 erfasste ein Lawinenabgang von einem Sérac das eigentlich als sicher geltende Lager 3 und riss es teilweise in den Abgrund. Dabei starben drei Bergsteiger und drei Sherpas.
Im November 2009 bestieg der 16-jährige Schotte Calum Macintyre die Ama Dablam als bisher jüngster Bergsteiger.
Am 11. November 2017 starb der russische Basejumper Waleri Rosow beim Versuch eines Fallschirmsprunges (Wingsuit) vom Gipfel.
Laura Dahlmeier hält den Rekord für die schnellste Besteigung der Ama Dablam durch eine Frau, mit einer Zeit von 8 Stunden und 24 Minuten (12:01:11 Stunden von Basecamp zu Basecamp).
Am 26. April 2025 verunglückte der österreichische Bergsteiger Martin Hornegger tödlich beim Abstieg von der Ama Dablam.